# Blaise Pascal
Blaise Pascal (Clermont, 19 giugno 1623 – Parigi, 19 agosto 1662) è stato un matematico, fisico, filosofo e teologo francese.
Ampiamente riconosciuto come uno dei più geniali e poliedrici uomini del suo tempo, Pascal si interessò a numerosi campi della scienza, della matematica e della religione.
Bambino prodigio, fu istruito dal padre. I primi lavori di Pascal sono relativi alle scienze naturali e alle scienze applicate, contribuendo in modo significativo alla costruzione di calcolatori meccanici e allo studio dei fluidi: ha chiarito i concetti di pressione e di vuoto ampliando il lavoro di Torricelli; scrisse inoltre importanti testi sul metodo scientifico.
All'età di sedici anni scrisse un trattato di geometria proiettiva e dal 1654 lavorò con Pierre de Fermat sulla teoria delle probabilità che influenzò fortemente le moderne discipline economiche nonché le scienze sociali. Successivamente ad una esperienza mistica seguita a un incidente in cui aveva rischiato la vita, nel 1654, abbandonò la matematica e la fisica per dedicarsi alle riflessioni religiose, teologiche e filosofiche. Morì esattamente due mesi dopo il suo 39º compleanno, nell'agosto del 1662, a causa di una patologia che lo affliggeva sin dal periodo dalla fanciullezza. 
Il suo quoziente d'intelligenza è stato stimato, secondo alcuni studiosi moderni, in un punteggio di 195, mentre il suo pensiero filosofico ebbe un successo immediato e caratterizzò molti filosofi e scrittori aderenti a correnti di pensiero successive, come Giacomo Leopardi e Arthur Schopenhauer.

## Biografia
Nato a Clermont-Ferrand nell'Alvernia, Pascal all'età di tre anni perse la madre Antoinette Begon, che non si era più ripresa dopo il parto della figlia Jacqueline Pascal (1625-1662). A causa di questo il padre, Étienne Pascal (1588 - 1651), magistrato e matematico, si occupò personalmente della sua educazione e di quella delle sorelle Jacqueline e Gilberte. Il giovane Blaise si rivelò assai precoce nello studio e nella comprensione della matematica e della fisica, tanto che fu ammesso alle riunioni scientifiche del circolo intorno a Marin Mersenne, che era in corrispondenza con i più grandi ricercatori del tempo, tra cui Girard Desargues, Galileo Galilei, Pierre de Fermat, René Descartes ed Evangelista Torricelli.
Dal 1639 al 1647 fu a Rouen, dove suo padre aveva avuto un incarico da parte del cardinale Richelieu. Qui, nel 1640, Blaise Pascal compose la sua prima opera scientifica "Sulle sezioni coniche" (Essai pour les coniques), basata sul lavoro di Desargues, e nel 1644 costruì la sua prima macchina calcolatrice, la Pascalina. Nel 1646, inoltre, suo padre, che si era ferito in una caduta, fu curato da due gentiluomini della corrente dei giansenisti, Adrien Deschamps de la Boutellerie e Jean Deschamps des Landes, che in breve convinsero sia lui che i figli ad abbracciare le idee religiose e morali gianseniste. In particolare, dopo alcuni colloqui con i due, Blaise Pascal si avvicinò alla lettura dei testi religiosi dell'abate di Saint-Cyran, che aveva precedentemente iniziato i due alla dottrina giansenista.

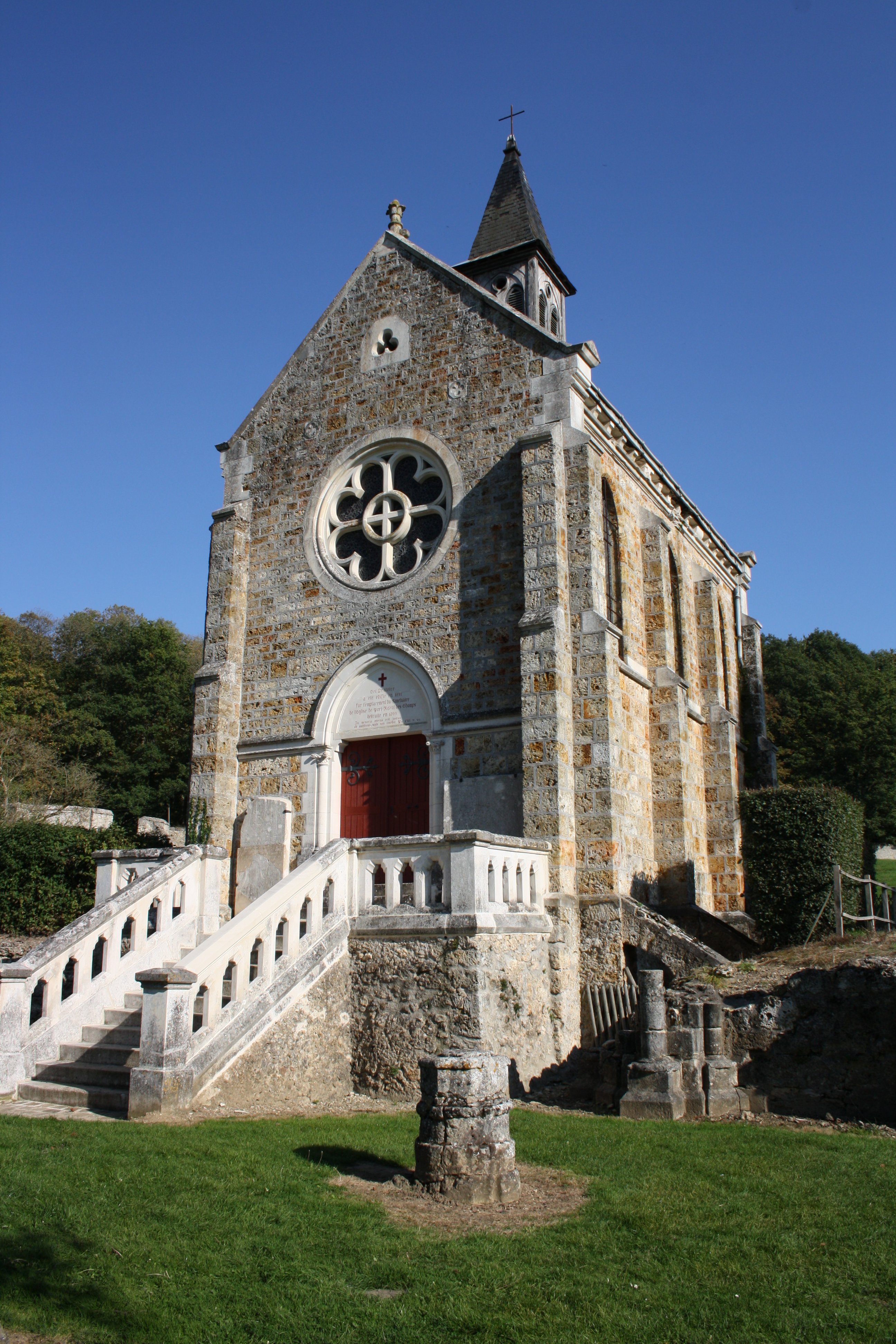
Abbazia di Port-Royal des Champs

Nel 1650, a causa della sua salute cagionevole, Pascal lasciò temporaneamente lo studio della matematica. Nel 1653, quando la salute migliorò, scrisse il Traité du triangle arithmétique, nel quale descrisse il triangolo aritmetico che porta appunto il suo nome.
A seguito di un incidente avvenuto nel 1654 sul ponte di Neuilly, nel quale i cavalli finirono oltre il parapetto ma la carrozza si salvò miracolosamente, Pascal abbandonò definitivamente lo studio della matematica e della fisica per dedicarsi alla filosofia e alla teologia. Da quel momento, Pascal entrò a fare parte dei "solitari", dell'abbazia di Port-Royal, laici dediti alla meditazione e allo studio, fra i quali vi era già sua sorella, e qui diventò membro del movimento dei giansenisti, fondato dal vescovo Giansenio. Proprio in quel periodo si era accesa un'aspra controversia tra i giansenisti e i teologi dell'Università della Sorbona di Parigi, ed egli intervenne in tale disputa in difesa del Giansenismo.

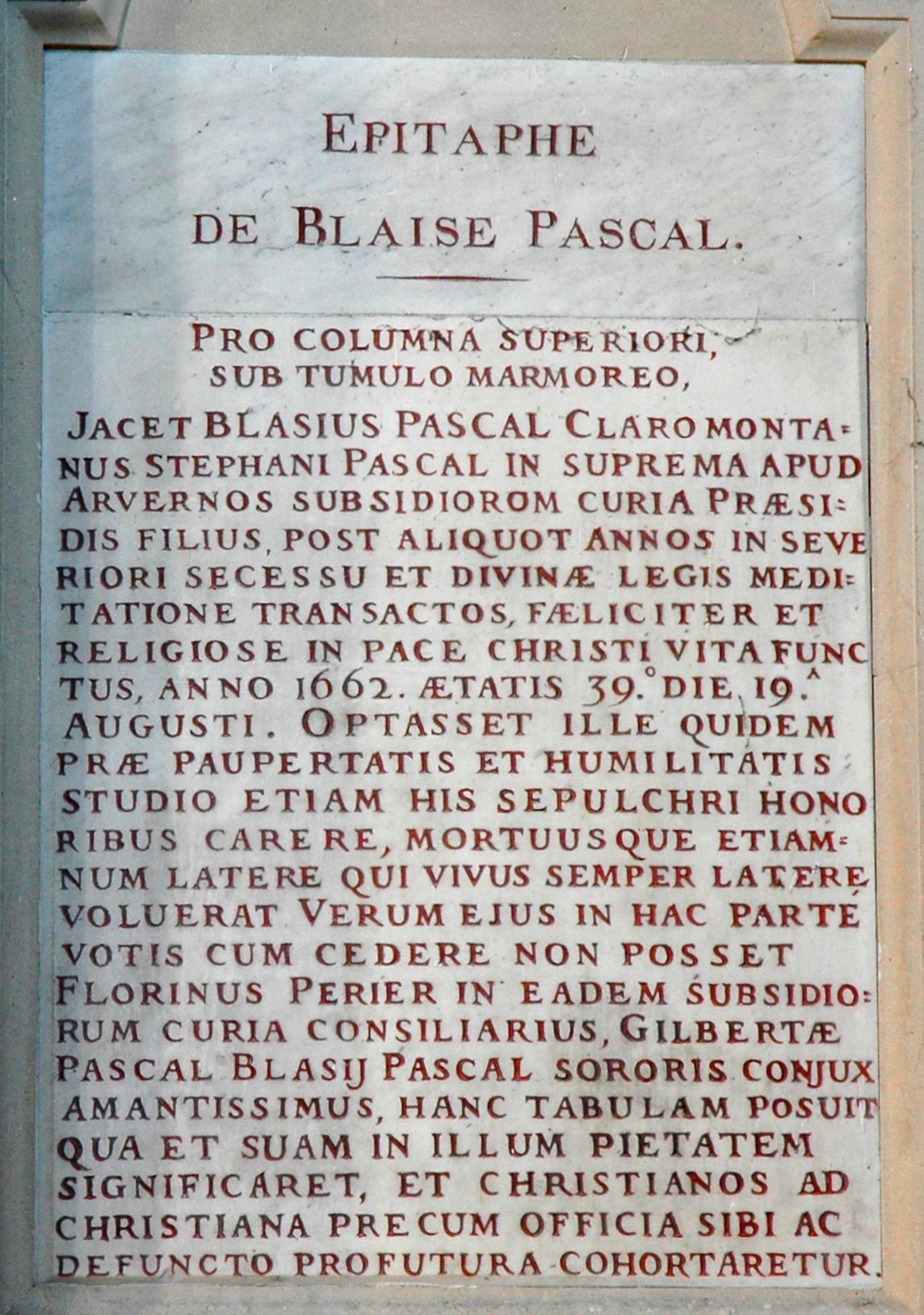
Epitaffio di Pascal

Il 23 gennaio 1656 pubblicò le sue prime lettere, con lo pseudonimo di Louis de Montalte, scritte da un provinciale a uno dei suoi amici, sulle dispute della Sorbona. A queste seguirono altre 17 lettere (l'ultima è datata 24 marzo 1657). Nel 1660 il re Luigi XIV ordinò però la distruzione delle Lettere provinciali di Pascal, scritte in difesa del giansenista Antoine Arnauld.

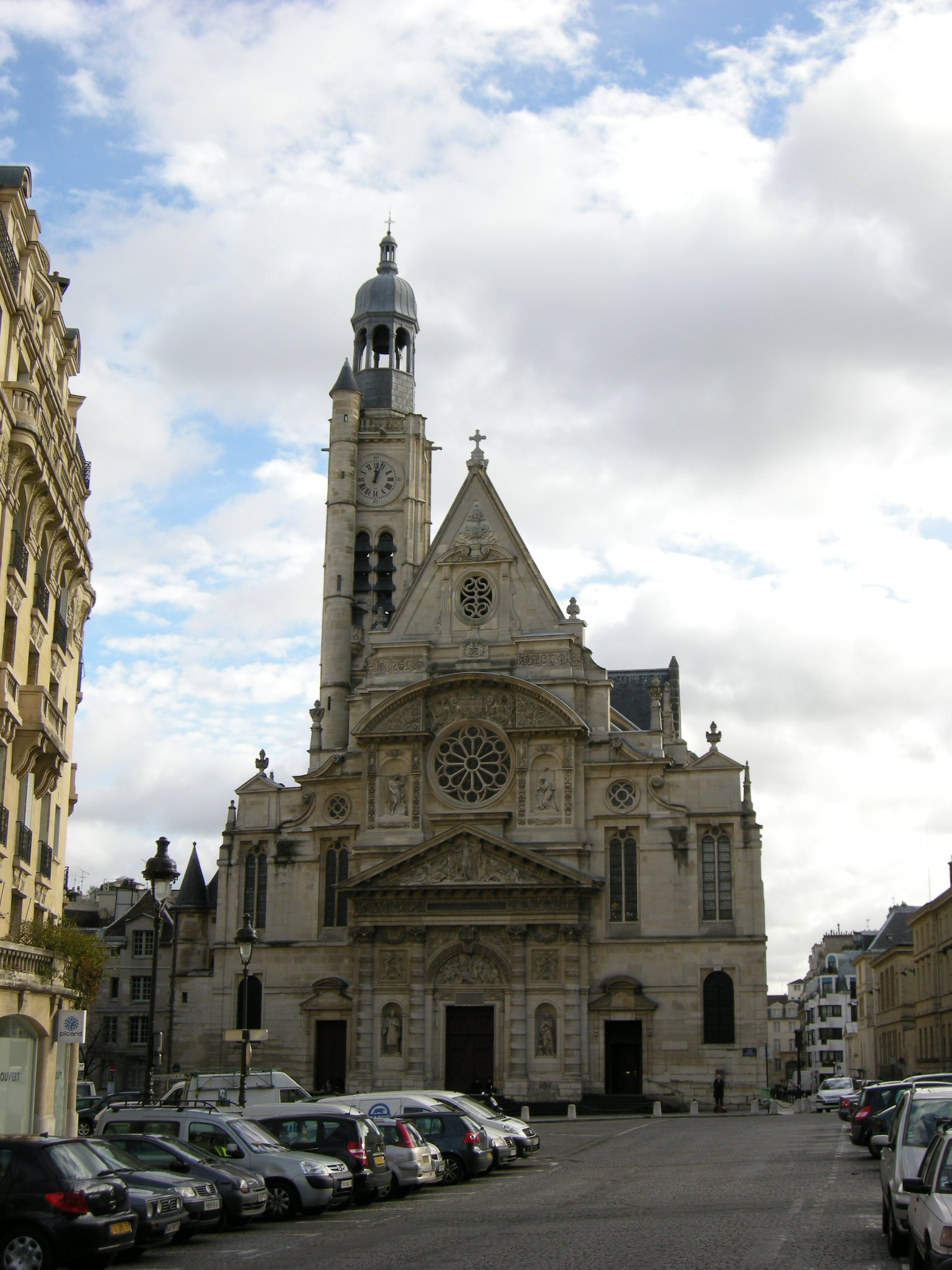
La chiesa di Saint-Étienne-du-Mont dov'è sepolto Pascal

Proprio mentre pubblicava le sue Lettere, Pascal aveva concepito l'intenzione di scrivere una grande opera apologetica del Cristianesimo (oltre che del giansenismo). La sua salute già malferma, era divenuta ancor più fragile: morì il 19 agosto 1662, a soli trentanove anni; nei mesi successivi sua sorella Gilberte scrive La vie de Monsieur Pascal.
Il giorno della sua morte, nella fodera della giacca furono rinvenuti un foglio e una pergamena che riportavano la scritta: Dio d’Abramo, Dio d’Isacco, Dio di Giacobbe. Non dei filosofi e dei dotti...Dio di Gesù Cristo. Essa è nota come Memoriale di Blaise Pascal.
L'autopsia a cui fu sottoposto rivelò gravi disturbi a carico dello stomaco e dell'addome, nonché danni al tessuto cerebrale, tuttavia la causa della morte e della salute cronicamente malferma non furono mai del tutto chiarite. Si pensa alla tubercolosi, a un tumore allo stomaco o addirittura ad una combinazione delle due malattie. Egli seguiva comunque, per ragioni etiche e morali, una dieta leggera, di tipo vegetariano. Le emicranie che afflissero Pascal furono molto probabilmente causate dai danni al cervello. Fu sepolto nella chiesa di Saint-Étienne-du-Mont.

Le bozze e gli appunti delle sue lettere furono raccolte da familiari e amici nei suoi celebri Pensieri, una profonda opera filosofica, morale e teologica dove è già tracciata la linea apologetica in favore del cristianesimo. Per riassumere la sua vita e il suo pensiero, lo scrittore e pensatore francese François-René de Chateaubriand scrisse: 
(François-René de Chateaubriand, Genio del Cristianesimo, Terza parte, Libro II, Capitolo VI)

## Il pensiero scientifico

### Il triangolo, i fluidi, la probabilità, le invenzioni
Tra i suoi apporti matematici vi è il triangolo di Pascal (noto in Italia come Triangolo di Tartaglia), che è un modo di presentare i coefficienti binomiali, e porta appunto il suo nome, anche se i matematici conoscevano tali coefficienti già da tempo.

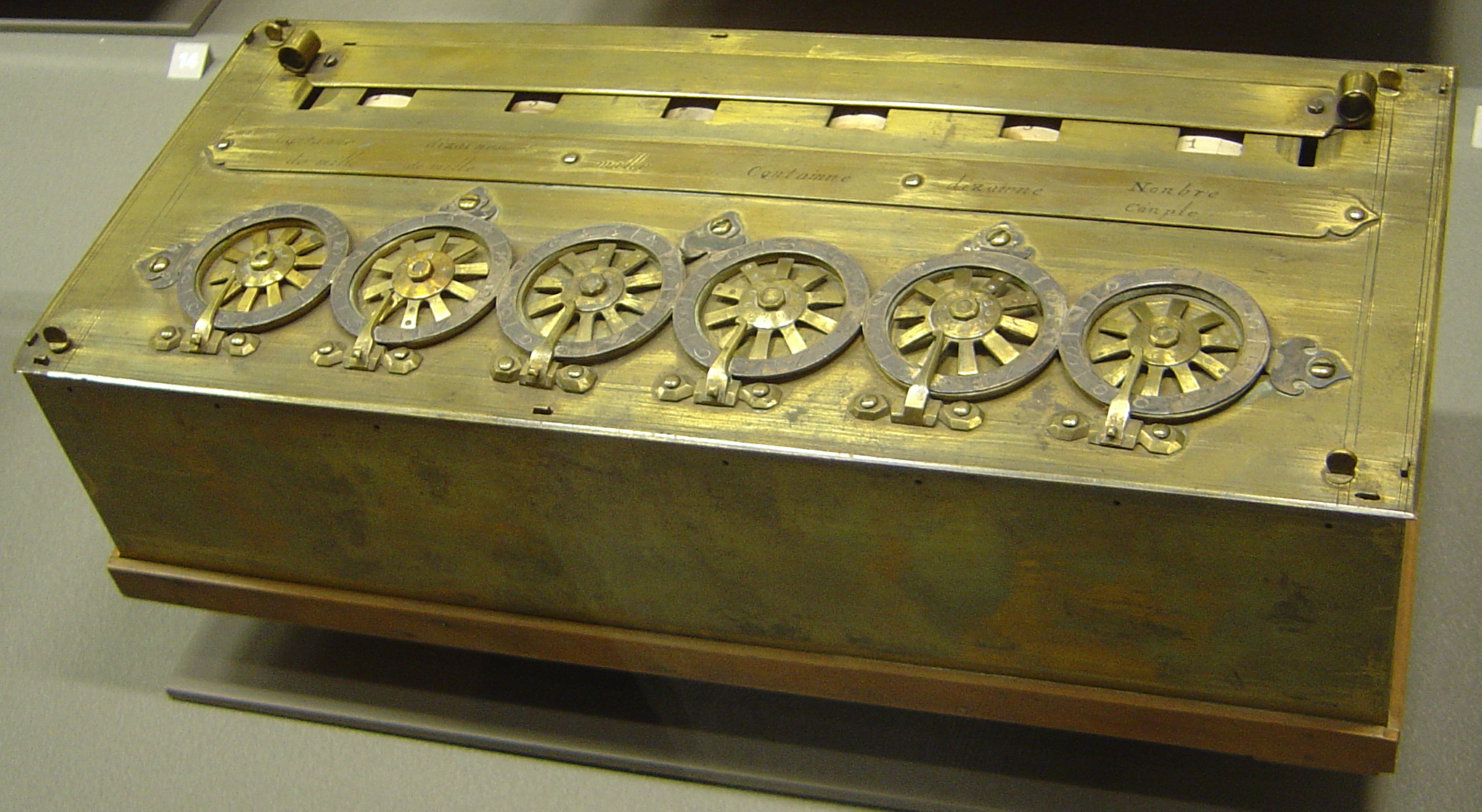
La Pascalina (1652)

Inoltre, il suo notevole contributo nello studio dei fluidi (idrodinamica e idrostatica); in particolare si incentrò sul principio di fluido idraulico. Le sue invenzioni comprendono la pressa idraulica (che usa la pressione per moltiplicare la forza) e la siringa. Pascal chiarificò anche concetti quali "pressione" (la cui unità di misura porta il suo nome) e "vuoto": riguardo alla pressione, formulò il cosiddetto principio di Pascal, ovvero il principio secondo il quale la pressione esercitata in un punto qualunque di un liquido incomprimibile, si trasmette inalterata in tutti gli altri punti di tale liquido; riguardo al vuoto, invece, riuscì a dimostrarne l'esistenza, confutando quindi il pensiero della fisica antica, che lo negava. Fece inoltre delle brillanti considerazioni sulla teoria della probabilità, e all'età di sedici anni elaborò anche un trattato sulle sezioni coniche. Nel 1654, spinto dall'interesse di un amico in problemi legati alle scommesse, avviò una corrispondenza con Fermat e stese un piccolo saggio sulle probabilità.
Pascal è anche considerato uno dei precursori dell'informatica poiché, appena diciottenne, progettò e costruì circa cinquanta esemplari di un calcolatore meccanico, detto Pascalina, capace di eseguire addizioni e sottrazioni.

### Il Teorema di Pascal

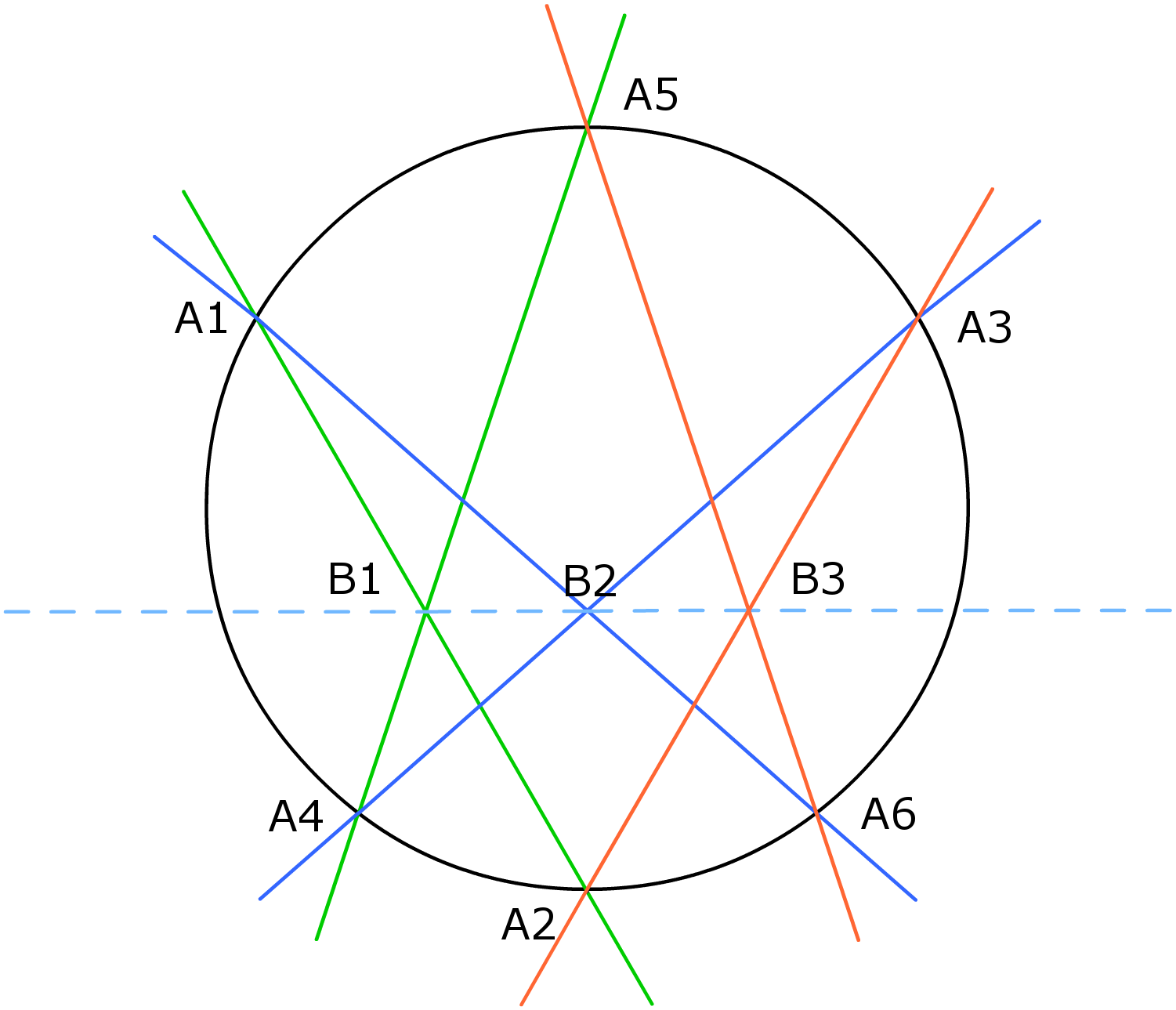
Teorema di Pascal

Un altro suo importante apporto alla matematica è il Teorema di Pascal, che è uno dei teoremi-base della teoria delle coniche. Premesso che sei punti ordinati A1, A2, A3, A4, A5, A6 di una conica individuano un esagono inscritto in essa, il teorema di Pascal fornisce una condizione grafica caratteristica affinché un dato esagono sia inscrivibile in una conica.
Poiché una conica è individuata da 5 suoi punti, tale teorema fornisce una condizione affinché un sesto vertice dell'esagono appartenga alla conica individuata dagli altri 5 vertici di tale poligono. La condizione è la seguente: siano A1, A2, A3, A4, A5, A6 sei punti dati ordinatamente nel piano e siano B1, B2, B3 i punti comuni, rispettivamente, alle rette A1-A2 e A4-A5, alle rette A2-A3 e A5-A6, alle rette A3-A4 e A6-A1; i sei punti appartengono a una conica se, e soltanto se, i tre punti B1, B2, B3 appartengono a una retta, che è chiamata retta di Pascal. Il caso particolare in cui i sei punti sono contenuti in una conica degenere, cioè l'unione di due rette, si traduce nel teorema di Pappo-Pascal.

## Il pensiero filosofico

### IPensieri

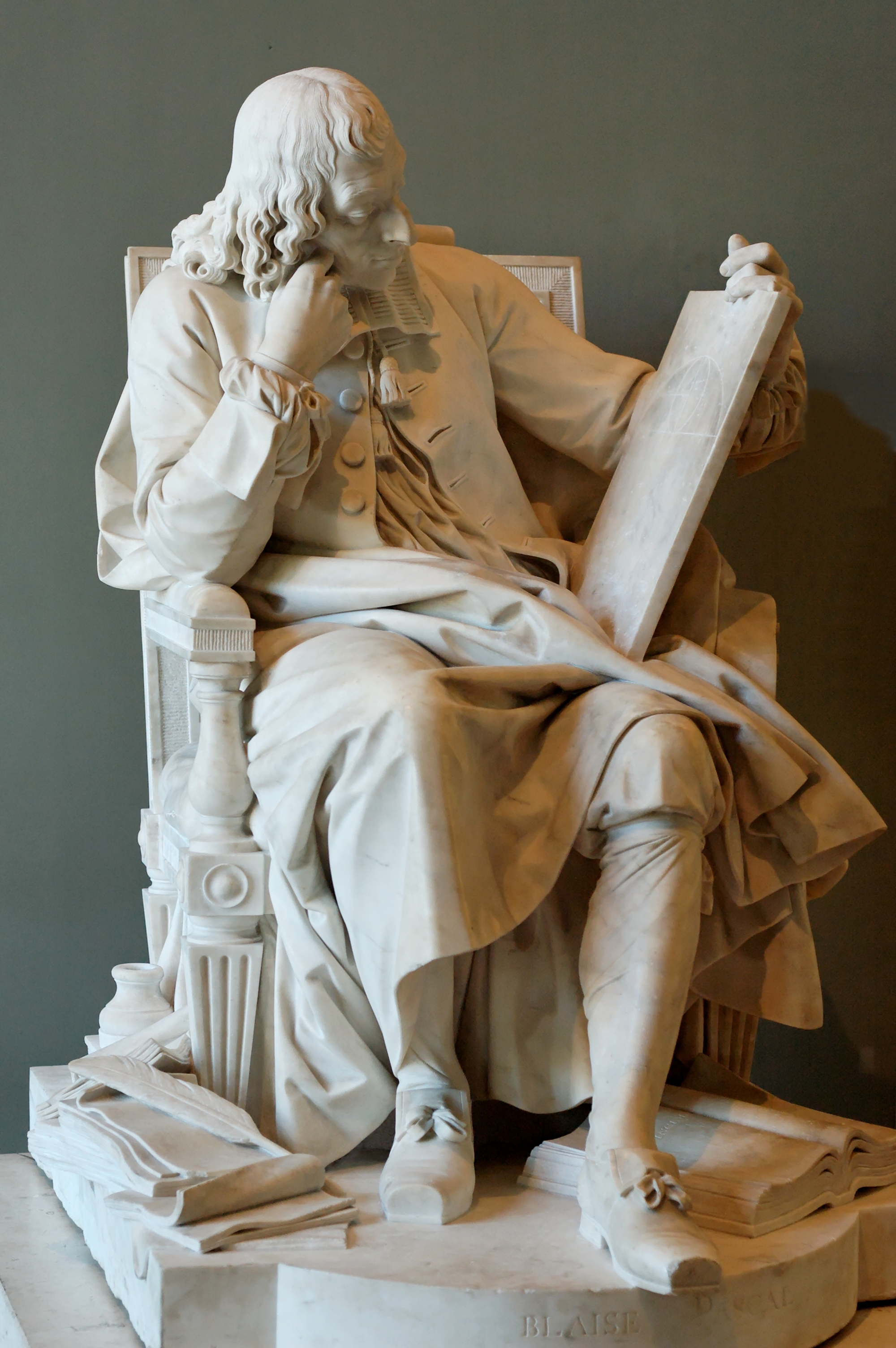
Scultura di Augustin Pajou (1730–1809) - Museo del Louvre. Pascal che studia la cicloide: ai suoi piedi le pagine sparse dei Pensieri, a destra il libro aperto delle Lettere provinciali.

Secondo alcuni autori Pascal progettava di scrivere un'immensa opera in cui riversare tutto il suo genio: una Apologia del Cristianesimo, una difesa contro i libertini e gli atei che, a suo dire, chiunque l'avesse letta per intero avrebbe dovuto infine confessare la sua fede cristiana o ammettere la sua completa follia. Secondo altri, invece, il progetto di una grande opera non fu mai nelle intenzioni di Pascal. In realtà di questo ambizioso progetto, incompleto a causa della sua morte prematura a soli trentanove anni, restano dei frammenti sparsi, intitolati Pensieri (in francese, Les pensées), pubblicati postumi, nel 1670.
Pascal infatti aveva l'abitudine, quando aveva un qualche progetto letterario, di elaborare e revisionare le frasi e i vari capitoli tenendo tutto a mente, avendo una memoria prodigiosa, e di scriverli su carta solo quando fosse convinto della loro forma definitiva. Perciò iniziò a scrivere i Pensieri, almeno come appunti sparsi, solo quando capì che la malattia non gli avrebbe permesso di portare a compimento l'opera. Alcuni di essi furono scritti (dai suoi familiari e amici fidati) sotto sua dettatura, perché alla fine non era più nemmeno in grado di scrivere.

#### L'uomo fra due abissi
La filosofia di Pascal ha come centro la profonda analisi della condizione umana, in rapporto alla verità divina rivelata dal Cristo. Egli scrive:
(Blaise Pascal, Pensieri, 72)

Dunque, per Pascal la condizione umana è nient'altro che estrema precarietà, impossibilità di raggiungere punti fermi, insanabile contraddizione fra il volere e l'ottenere, volubilità e continuo movimento nell'avere e nel volere stesso. L'uomo è una pura contraddizione in sé, posto tra i due abissi dell'infinito e del nulla, fra l'infinitamente grande e l'infinitamente piccolo, fra l'essere spirituale (eterno) e l'essere corporeo (temporale). L'uomo non può sapere né ignorare totalmente. In sostanza: 
(Blaise Pascal, Pensieri, 72)

Per descrivere la natura umana, Pascal ha preso come maestri Epitteto e Michel de Montaigne, oltre a rimandarsi a Pico della Mirandola; il primo infatti ha evidenziato la grandezza e la dignità dell'uomo, che, pur essendo un essere infinitamente piccolo e debole, può ritrovare il suo valore nella propria coscienza e nel proprio pensiero. Montaigne, invece, ne ha evidenziato soprattutto la debolezza, tracciando un limite al suo conoscere e al suo vivere, pur sostenendo anch'egli la duplice natura (misera e dignitosa) dell'uomo. Infine, Pico della Mirandola ha espressamente parlato della dignità dell'uomo, che, unico fra le creature, può scegliere che creatura essere. Pascal scrive ancora: 
(Blaise Pascal, Pensieri, 420)
In sostanza, Pascal vuole dare all'uomo l'autentica misura della sua condizione, ché è un intreccio di "angelo" e di "bestia". Inoltre, secondo Pascal, l'uomo vive perennemente nell'illusione e nell'errore, indotti soprattutto dall'immaginazione, lasciandosi ingannare persino dai principi etici e morali, che mutano in realtà da luogo a luogo, da tempo a tempo, dimostrandone la relatività; quest'ultimo pensiero, che era stato usato dagli stessi libertini per sostenere la loro posizione, viene rivoltato da Pascal contro la limitatezza della ragione umana, che non basta mai a se stessa, ma che necessita della fede, per aver significato e fine.

#### Ildivertissement
Un punto molto importante della filosofia pascaliana è la critica al divertissement, inteso da lui nel senso originale di deviazione e allontanamento (dal latino devertere, cioè deviare, allontanarsi). Tale divertimento non è dunque la festa o il gioco, ma è ogni azione e attività che conduce l'uomo "lontano" dal pensare a se stesso e dal considerare la propria interiorità.
L'uomo ricerca cioè ogni forma di divertimento (e anche di impegno in un'attività o un'occupazione più gratificante) come uno strumento di distrazione, un diversivo che è in realtà un risibile tentativo di sottrarsi a ciò che genera infelicità nella sua misera vita: l'ignoranza, il pensiero della morte, la propria pochezza ecc.

Egli scrive infatti: 
(Blaise Pascal, Pensieri, 139)
Il divertimento, per Pascal, è dunque la peggiore e la più vasta piaga del mondo, in quanto ogni uomo cerca di "distrarsi" dalla propria condizione debole, mortale e così miserabile, per questo si disperde in infinite attività che lo illudono e, al contempo, si impegna egli stesso a illudere gli altri. L'uomo è sempre in movimento, ma, se si ferma, sente il nulla; ma stare sempre in movimento è dannoso, poiché l'uomo è vero solo nella stasi; lo stare tranquillo in una camera non sarebbe dunque la causa dell'infelicità, ma solo la rivelazione di tale infelicità, che in realtà è sempre presente.

Quindi, per la vita di un cristiano, dice Pascal, il divertissement è una cosa ignobile e assai pericolosa, in quanto solo nella meditazione (una sorta di otium latino) l'uomo può, riconoscendo la propria miseria, accostarsi a Dio Gesù attraverso la preghiera e il pensiero. In altri suoi pensieri, poi, dice: 
(Blaise Pascal, Pensieri, 168)
(Blaise Pascal, Pensieri, 171)
Il divertimento è la nostra più grande miseria poiché, per Pascal, ci distoglie dalla nostra unica dignità e ricchezza, cioè il pensiero, con l'illusione della dignità stessa (cioè lo svago). Infatti, l'uomo non ha dignità se non nel riconoscere che è senza dignità, e questo lo rende più di una bestia, anche se egli continua a esser meno di un angelo. Nel divertimento non ci si può dunque accostare a Dio, perché tale accostamento dev'essere l'umiliazione (e quindi il riconoscimento) di se stessi e della propria infinita miseria di fronte all'Onnipotente, per riceverne così la Sua misericordia e la Sua Grazia.

### La critica alla "casistica"

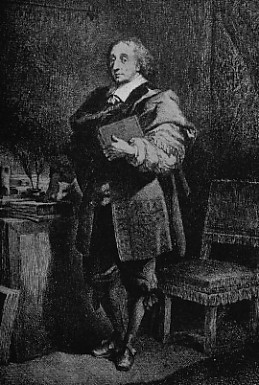
Ritratto

Pascal ottenne fama anche per il suo forte attacco alla "casistica", ovvero un metodo etico usato dai pensatori cattolici dell'inizio dell'era moderna (specialmente i Gesuiti); esso era un sistema di interpretazione accomodante verso le debolezze umane, che riconduceva tali atti (cioè i peccati) a una casistica che li classificava e li valutava in modo tale da ridurre la colpa (e quindi la penitenza) del peccatore.
Pascal, nelle sue Lettres provinciales (Lettere provinciali), denunciò la casistica come un mero utilizzo di ragionamenti vuoti e complessi per giustificare il lassismo morale dell'epoca e ridurre così la responsabilità etica dell'uomo di fronte a se stesso e di fronte a Dio.
Lo stesso Papa Alessandro VII, spinto anche dalle Lettere provinciali di Pascal, condannò diverse proposizioni e tesi dei gesuiti casisti.

### Il Dio dei filosofi e quello dei cristiani
Dunque, la miseria dell'uomo, secondo Pascal, è di essere senza Dio; la sua natura è decaduta dalla natura immortale e divina in cui era nato, a causa del peccato originale:
(Blaise Pascal, lettera inviata alla sorella in occasione della morte del padre, 17 ottobre 1651)
L'uomo, abbandonato con il peccato l'amore per Dio, ha nell'anima uno spazio vuoto di dimensione infinita (prima occupato dall'amore per Dio), che tenta di riempire con l'amore proprio e verso i beni terreni, che vengono quindi investiti di amore infinito che non sono in grado di soddisfare, essendo finiti. Da ciò deriva il senso di finitezza e incompletezza che, secondo Pascal, fa parte della natura umana.

Solo l'infinita pienezza del divino può riempire l'infinito vuoto dell'umano, e, tra le tante, solo la religione cristiana, secondo Pascal, ci conduce a tale idea di duplicità e di contraddizione, che è alla base delle radici dell'uomo. L'unico modo per sciogliere tale, inestricabile "nodo" è umiliarsi, rinnegando la propria natura e ponendosi di fronte a Dio passivamente, liberi dalla propria volontà per accogliere la Sua. Dunque, le dimostrazioni razionali dell'esistenza di Dio, per Pascal, sono insensate, poiché: 
(Blaise Pascal, Pensieri, 556)

Con queste parole rimarcava la differenza fra un Dio che è pensato solamente come Architetto dell'universo, come Ente meccanico e non come Essere libero, Padre degli uomini e nostro Salvatore, che opera nella storia per amore; in Pascal vi è anche un riferimento a un'esperienza comune ad altri filosofi (come Plotino), oltre che a religiosi, di un contatto con la divinità, di cui parlerà ampiamente. Inoltre dopo la morte fu rinvenuto un suo scritto cucito nel suo vestito che ci documenta il suo spirito. Ecco alcune frasi: 
(Blaise Pascal, Memoriale)

#### Le critiche al cartesianesimo
Pascal ebbe anche modo di scontrarsi con il cartesianesimo, assai diffuso nella Francia della sua epoca. Criticando il cartesianesimo Pascal metteva sotto accusa soprattutto il razionalismo di Cartesio per il quale criterio di verità e di conoscenza sono le idee chiare ed evidenti del nostro intelletto. Infatti, tali obiettivi non sarebbero perseguibili dall'uomo, che, al contrario, per sua natura è pieno di incertezza, di dubbio e di contraddizione.
Seguendo il percorso razionale di Cartesio, Pascal critica ciò a cui giunge il filosofo con la sua ragione, ovvero la dimostrazione dell'esistenza di Dio attraverso il metodo del dubbio. Quando infatti Pascal nega il mero "Dio dei filosofi", si riferisce soprattutto al Dio pensato da Cartesio come motore dell'universo.

Dice, infatti: 
(Blaise Pascal, Pensieri, 77)
Pascal si riferisce al pensiero di Cartesio secondo cui noi abbiamo certezza del mondo fisico solo perché vi è un Dio a darne garanzia; tuttavia, critica Pascal, tale divinità non sarebbe affatto utile, ma una semplice idea usata per dare ragione di altre cose. Cartesio, dunque, secondo Pascal si dimentica che Dio non è una semplice macchina che serve a muovere ogni altra macchina, ma è il Dio di infinito amore e misericordia di cui scrive poi nel Memoriale.
Altre due critiche precise mosse da Pascal contro il pensiero di Cartesio sono la negazione del conatus recedendi (la forza centrifuga che animerebbe tutti i corpi) e degli spiriti vitali (cause delle passioni), e la critica alla spiegazione dell'Eucaristia data dallo stesso Cartesio (unione dell'anima di Gesù Cristo alla materia dell'ostia, e dunque l'ostia sarebbe l'intero corpo di Cristo).
Riguardo alla prima critica, Pascal nega, quasi ironicamente, sia il conatus recedendi che gli spiriti vitali; riguardo alla seconda, invece, Pascal ribatte che l'ostia non è una semplice unione di anima e materia, ma è tutto il corpo di Cristo, inteso come carne, anima, sangue e divinità.

Ciò richiederebbe un cambiamento della sostanza dell'ostia nella sostanza del corpo di Gesù. Pascal, dunque, sostiene che l'Eucaristia sia un pieno mistero, nonostante la chiarezza che voleva dargli Cartesio.

### La scommessa di Pascal
Pascal afferma che bisogna, dopotutto, "scommettere" sull'esistenza di Dio. Bisogna, cioè, decidere di vivere come se Dio ci fosse o come se Dio non ci fosse; non si può non scegliere, poiché il non scegliere è già una scelta. In realtà, come dice il commentatore pascaliano Jacques Chevalier, la scommessa è meno banale e superficiale di quanto sembri: infatti, egli dice: 
(Blaise Pascal, Pensieri, 233)
Ovvero, "scommettendo" che Dio non esiste, non si vince nulla, ma si perde tutto (cioè il bene finito); al contrario, "scommettendo" che Dio esiste si vince tutto (cioè la beatitudine eterna e infinita) e non si perde nulla; e il fatto che la scommessa a favore di Dio è totalmente e infinitamente propizia e vantaggiosa a coloro che la compiono, ciò significa che è fondata, e diventa dunque la scommessa stessa una "prova" di tale esistenza divina, e dunque la "vittoria" della scommessa è nella scommessa stessa, che in tal modo non è più scommessa, ma è già vittoria certa.

#### Esteriorità e interiorità
Inoltre, per coloro che mancassero totalmente di fede, dice che, essendo gli uomini, oltre che spiriti, anche automi, possono trovare ogni forza che manca nell'abitudine, compresa la fede. Dunque, afferma che coloro che non hanno fede dovrebbero comportarsi come se l'avessero, praticando riti e frequentando i Sacramenti per un certo tempo, finché alla fine, sottomessi ai dettami della fede, la fede stessa nascerà nei cuori, non perché essa sia frutto dell'abitudine, ma perché l'abitudine e l'umiltà preparano il cuore a riceverla, che è dono di Dio. Come dice lui stesso, infatti: 
(Blaise Pascal, Pensieri, 233)
Quest'espressione vous abêtira (traducibile anche "vi abbruttirà", "vi istupidirà", "vi umilierà"), apparentemente sconcertante, si riferisce alla tesi secondo cui la fede deve investire non soltanto lo spirito dell'uomo, ma anche l'automa che è nell'individuo, cioè il complesso delle abitudini che fissano la fede stessa e contribuiscono a sottrarla al dubbio. Pertanto, assumendo cartesianamente che le bestie siano solo macchine, Pascal propone di farsi meccanismo in nome del bene.

In quest'ultima frase Pascal si riallaccia soprattutto al Vangelo, dove è scritto, per esempio: 
(Lc, 18,16-17)

A tale proposito è utile ricordare anche la predicazione di San Giovanni Battista, che cita il profeta Isaia: 
(Lc, 3,4-5)

Dunque, Pascal afferma che la sottomissione alle formalità religiose non ha valore di per sé, ma ha valore in quanto umilia i superbi, rendendoli come bambini, pronti a ricevere la Grazia divina. Come dice in un suo altro pensiero: 
(Blaise Pascal, Pensieri, 249)

Questo concetto apologetico della religione cristiana è spiegato ancor meglio in un suo altro pensiero, dove dice: 
(Blaise Pascal, Pensieri, 251)

Per Pascal è altresì vero che, proprio perché la vera cristianità si trova in un punto mediano tra esteriorità e interiorità, allora: 
(Blaise Pascal, Pensieri, 256)

### Spirito di geometria e spirito di finezza
Infine, Pascal, attraverso la sua filosofia, si accosta anche alle discipline scientifiche, facendo delle importanti considerazioni. Infatti, secondo lui, la conoscenza umana è limitata sempre dai due abissi dell'infinito e del nulla, dai quali nessun uomo (e quindi nessuna scienza) può prescindere. Il pensiero è infatti ovviamente finito, e coloro che hanno indagato la natura hanno invece pensato di poterne scoprire i principi primi e ultimi (cioè il tutto), che però si trovano proprio al "limite" di tali abissi infiniti (infinitamente grande e infinitamente piccolo). Pascal, dunque, afferma che del mondo si può avere solo una conoscenza limitata, parziale, ma comunque valida. Detto ciò, fa una differenza sostanziale nel campo della conoscenza, cioè, afferma che ci sono due possibili forme di conoscenza, che partono da fondamenti diversi: la prima è data dal cosiddetto "spirito di geometria" (esprit géométrique), ed è appunto la conoscenza scientifica e analitica, ottenuta con procedimenti perfettamente geometrici e razionali, seppur lontani dall'uso comune. L'altra forma di conoscenza è quella data dallo "spirito di finezza" (esprit de finesse), ed è la conoscenza esistenziale dell'uomo, dei moti della sua anima, dei principi che governano la sua sfera spirituale; inoltre è di tipo sintetico, questo tipo di conoscenza si rivolge ai principi e fenomeni di "uso comune" e riesce a cogliere tali fenomeni nella loro interezza e complessità. Pascal dice che lo "spirito di geometria" non è sufficiente per comprendere la realtà, poiché non arriva a capire i fondamenti dell'esistenza umana, ed è così limitato; infatti, ogni scienza che non consideri l'uomo è una scienza inutile, se non addirittura dannosa. Per comprendere i temi esistenziali dell'uomo si ha invece bisogno del "cuore", che per Pascal non è nulla di romantico o irrazionale, ma è il centro pulsante dell'interiorità umana, lo strumento dello "spirito di finezza". Famosa è la sua frase: 
(Blaise Pascal, Pensieri, 277)

Dunque, il cuore non agisce irrazionalmente, ma ha dei precisi procedimenti che seguono un'altra specie di "ragione", differente dalla "ragione scientifica". Egli dice anche, in tre pensieri: 
(Blaise Pascal, Pensieri, 278)
(Blaise Pascal, Pensieri, 280)
(Blaise Pascal, Pensieri, 282)

Tuttavia, Pascal non approva lo "spirito di finezza" senza lo "spirito di geometria", poiché, se lo "spirito di geometria" senza lo "spirito di finezza" è sterile e vano, lo "spirito di finezza" senza lo "spirito di geometria" è debole, e non potrà discendere fino ai principi più profondi e più veri dell'uomo. In sostanza, per Pascal la scienza e la filosofia non hanno due direzioni totalmente differenti, né tanto meno si avversano l'un l'altra, ma sono l'una il completamento dell'altra. Pascal è dunque uno dei primi pensatori che hanno tentato di conciliare la scienza (che si fonda sullo "spirito di geometria") e la fede (che si fonda sullo "spirito di finezza"), ponendo i due campi complementari e necessari l'uno all'altro. Infine, Pascal conclude così il suo pensiero: 
(Blaise Pascal, Pensieri, 282)

## Proposta di beatificazione
In un articolo del 2012, il direttore di Repubblica Eugenio Scalfari, che era dichiaratamente ateo, scrisse una lettera aperta all'allora Pontefice Benedetto XVI, che si concludeva con la proposta di beatificazione: 
Il pontificato lezioso andrà avanti finché potrà, poi non ci sarà il diluvio ma una pioggia da palude piena di rane, zanzare e qualche anitra selvatica. Quanto di peggio per tutti.»
(Eugenio Scalfari, "Da Pacelli a Ratzinger la lunga crisi della chiesa", su La Repubblica, 27 maggio 2012)
Pascal fu l'autore delle Lettere a un provinciale e un temuto critico dei gesuiti nel XVII secolo. Ciononostante, la proposta fu ripresa nel 2017 con papa Francesco, ma non ha avuto un seguito dal punto di vista canonico. La biografia di Blaise Pascal e i Pensieri sono stati oggetto di citazioni da parte del papa in occasione di visite pastorali e udienze pubbliche. Il 19 giugno 2023 papa Francesco ha scritto una lettera apostolica, Sublimitas et miseria hominis, nel quarto centenario della nascita del filosofo.

## Fortuna
La fortuna del pensiero di Pascal, specialmente la riflessione sull'esprit de finesse contrapposto allo spirito di geometria, si ritrova, per esempio, in Rousseau, nel filosofo statunitense Ralph Waldo Emerson, in Martin Heidegger e altri. La sua influenza teologica e mistica è poi evidente in Søren Kierkegaard e Arthur Schopenhauer per quanto riguarda la filosofia e in Alessandro Manzoni, Fëdor Dostoevskij e François-René de Chateaubriand per quanto riguarda la letteratura.

## Opere
- Essai pour les coniques (Saggio sulle coniche), 1640
- Expériences nouvelles touchant le vide (Nuove esperienze riguardanti il vuoto), 1647
- Récit de la grande expérience de l'équilibre des liqueurs 1648
- Préface sur le Traité du vide (Prefazione al Trattato del vuoto), 1651
- Traité de la pesanteur de la masse de l’air, 1651-1653
- Traité du triangle arithmétique (Trattato del triangolo aritmetico), 1654
- Mémorial (Memoriale), 1654
- Les Provinciales (Correspondances) (Le lettere provinciali), 1656-1657
- Élément de géométrie (Elementi di geometria), 1657
- De l'Esprit géométrique et de l’Art de persuader (Dello spirito di geometria), 1657
- L'art de persuader (L'arte di persuadere), 1657
- Histoire de la roulette, 1658
- L’Art de persuader, 1660
- De l'équilibre des liqueurs (Dell'equilibrio dei liquidi), 1663 (postuma)
- De la pesanteur de l'air (Della pesantezza dell'aria), 1663 (postuma)
- Pensées (Pensieri), 1670 (postuma)
- Abrégé de la vie de Jésus-Christ (testo ritrovato verso il 1840, pubblicato nel 1846)
- Compendio della vita di Gesù Cristo, A cura di Michele Ranchetti, Macerata, Quodlibet, 1995.

## Filmografia
- Blaise Pascal, miniserie televisiva per la regia di Roberto Rossellini (1972)